# Narve Gilje Nordås
Narve Gilje Nordås (Voll, 30 settembre 1998) è un mezzofondista norvegese.

## Carriera
É allenato da Gjert Ingebrigtsen. 
Nel 2023 ha vinto la medaglia di bronzo ai Mondiali di Budapest nei 1500 m piani, concludendo la prova dietro al britannico Josh Kerr e al connazionale Jakob Ingebrigtsen.
Nel corso della stessa manifestazione inoltre, per la prima volta in carriera, ottiene la qualificazione per la finale dei 5000m chiusa al quattordicesimo posto.

## Palmarès
| Anno | Manifestazione    | Sede                | Evento         | Risultato | Prestazione | Note                                     |
| ---- | ----------------- | ------------------- | -------------- | --------- | ----------- | ---------------------------------------- |
| 2017 | Europei U20       | Grosseto            | 5000 m piani   | 10º       | 15'16"29    |                                          |
| 2017 | Europei U20       | Grosseto            | 10000 m piani  | 5º        | 31'36"30    | Miglior prestazione personale            |
| 2019 | Europei U23       | Gävle               | 10000 m piani  | 6º        | 28'59"04    |                                          |
| 2019 | Europei di cross  | Lisbona             | Corsa U23      | 19º       | 25'15"      |                                          |
| 2021 | Europei indoor    | Toruń               | 3000 m piani   | 5º        | 7'50"21     | Miglior prestazione personale            |
| 2021 | Giochi olimpici   | Tokyo               | 5000 m piani   | Batteria  | 13'41"82    |                                          |
| 2021 | Europei di cross  | Dublino             | Corsa seniores | 25º       | 31'30"      |                                          |
| 2022 | Mondiali          | Eugene              | 5000 m piani   | Batteria  | 13'37"14    |                                          |
| 2022 | Europei           | Monaco di Baviera   | 5000 m piani   | 17º       | 13'39"12    |                                          |
| 2022 | Europei di cross  | Venaria Reale       | Corsa seniores | 21º       | 30'40"      |                                          |
| 2023 | Mondiali          | Budapest            | 1500 m piani   | Bronzo    | 3'29"68     |                                          |
| 2023 | Mondiali          | Budapest            | 5000 m piani   | 14º       | 13'28"73    |                                          |
| 2024 | Mondiali indoor   | Glasgow             | 1500 m piani   | 5º        | 3'37"03     | Miglior prestazione personale            |
| 2024 | Europei           | Roma                | 1500 m piani   | Batteria  | 3'46"15     |                                          |
| 2024 | Europei           | Roma                | 5000 m piani   | 11º       | 13'26"91    | Miglior prestazione personale stagionale |
| 2024 | Giochi olimpici   | Parigi              | 1500 m piani   | 7°        | 3'30"46     | Miglior prestazione personale stagionale |
| 2024 | Giochi olimpici   | Parigi              | 5000 m piani   | 17º       | 13'31"34    |                                          |
| 2025 | Europei su strada | Bruxelles e Lovanio | 10 km          | 11º       | 28'22"      |                                          |

## Campionati nazionali
2015
- 6º ai campionati norvegesi under-20, 3000 m siepi - 9'53"48

2016
- 6º ai campionati norvegesi under-20, 3000 m piani - 8'29"86

2017
- 16º ai campionati norvegesi, 5000 m piani - 14'47"10
- 4º ai campionati norvegesi under-20, 3000 m piani - 8'34"15

2018
- 5º ai campionati norvegesi, 10000 m piani - 30'22"76

2019
- 7º ai campionati norvegesi, 5000 m piani - 14'16"06

2020
- Argento ai campionati norvegesi, 10000 m piani - 28'20"55

2021
- Argento ai campionati norvegesi, 10000 m piani - 28'47"19
- Oro ai campionati norvegesi, 5000 m piani - 13'55"86

2023
- Oro ai campionati norvegesi, 1500 m piani - 3'36"85

## Altre competizioni internazionali
2017
- 24º alla Mezza maratona di Copenaghen ( Copenaghen) - 1h08'14"

2018
- 69º alla Mezza maratona di Copenaghen ( Copenaghen) - 1h09'23"

2019
- 25º alla Mezza maratona di Copenaghen ( Copenaghen) - 1h04'57"

2022
- 9º ai Bislett Games ( Oslo), 5000 m piani - 13'15"82
- 8º al Bauhaus-Galan ( Stoccolma), 3000 m piani - 7'44"28

2023
- 8º ai Bislett Games ( Oslo), 1500 m piani - 3'29"47
- Argento ai London Anniversary Games ( Londra), 1500m - 3'30"58
- 6º al Memorial Van Damme ( Bruxelles), 2000 m piani - 4'50"64
- 7º al Prefontaine Classic ( Eugene), miglio - 3'48"24

2024
- Oro al Bauhaus-Galan ( Stoccolma), 3000 m piani - 7'33"49
- Argento al London Athletics Meet 2024 ( Londra), miglio - 3'49"06
- 8º al Memorial Van Damme ( Bruxelles), 1500 m piani - 3'33"02
- 6º al Doha Diamond League ( Doha), 1500 m piani - 3'33"87
- 12º alla Weltklasse Zürich ( Zurigo), 1500 m piani - 3'34"31

2025
- 11º ai Bislett Games ( Oslo), miglio - 3'49"91
- 6º al Bauhaus-Galan ( Stoccolma), 1500 m piani - 3'32"78
- 5º al Golden Spike ( Ostrava), 1500 m piani - 3'30"73
- 12º alla 10K Valencia Ibercaja ( Valencia) - 27'33"
- Bronzo al Kamila Skolimowska Memorial ( Chorzów), 1500 m piani - 3'33"41